# Amphilais seebohmi
Amphilais seebohmi là một loài chim trong họ Locustellidae.